# Salto de esqui
Salto de esqui é um esporte olímpico de inverno criado na Noruega no início do século XIX. Espalhou-se pela Europa e pela América do Norte no início do século XX através, principalmente, de Sondre Norheim, pioneiro do esqui moderno.
As pistas de salto são classificadas de acordo com a distância que os esquiadores percorrem no ar, e têm especificações quanto à área de largada, à curvatura e à área de decolagem. Cada salto é avaliado de acordo com a distância percorrida e o estilo executado. A pontuação da distância está relacionada ao K-point, linha desenhada na área de pouso, alguns metros antes do fim da colina, e que serve como referencial para os saltos. A pontuação de cada juiz que avalia o estilo pode alcançar um máximo de 20 pontos, sendo descontados pontos em caso de erros, imprecisões ou imperfeições na decolagem, no voo ou no pouso.
A técnica dos saltos evoluiu com o decorrer dos anos, passando de saltos com os esquis paralelos, o corpo curvado para frente até o quadril e os braços estendidos para frente (técnica Kongsberger, a primeira largamente utilizada), até saltos com os esquis em formato de V, o corpo inteiramente curvado para frente e os braços estendidos para trás, junto ao cóccix (estilo V, a técnica utilizada nos dias atuais).
Esporte majoritariamente masculino durante várias décadas, o salto de esqui começou a ter grande participação feminina na década de 1990, mas a primeira competição oficial reconhecida pela Federação Internacional de Esqui só ocorreu em 1998, na Suíça. Eventos femininos foram incluídos no Campeonato Mundial de Esqui Nórdico em 2009 e na Copa do Mundo em 2011. Após uma tentativa frustrada de inclusão no programa dos Jogos Olímpicos de Inverno em 2010, as mulheres participaram pela primeira vez do evento em 2014. Além dos Jogos Olímpicos, do Mundial e da Copa do Mundo, as principais competições de salto de esqui são o Torneio Quatro Pistas, o Holmenkollen Ski Festival e o Campeonato Mundial de Voo de Esqui. É de uma dessas pistas, que permitem saltos de mais de 170 metros de distância, o recorde de distância em um salto, 253,5m, estabelecido em 2017 por Stefan Kraft.

## História

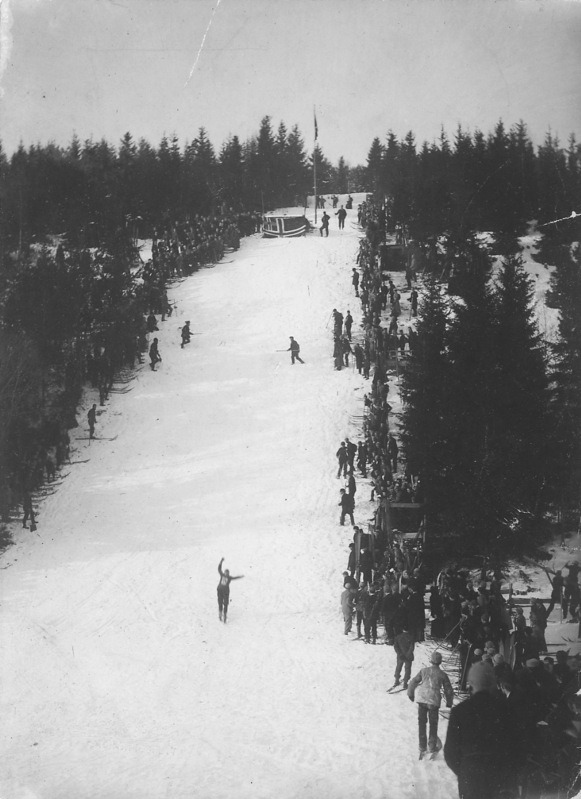
Primeira edição do Holmenkollen Ski Festival, em 1892.

Assim como a maioria das modalidades de esqui nórdico, o salto de esqui surgiu na Noruega no século XIX. Embora haja registros de saltos desde o final do século XVIII, Ole Rye é considerado o primeiro saltador da história, ao alcançar uma distância de 9,5m em 1808. Atribui-se ao norueguês Sondre Norheim o título de "pai" do esporte moderno, por ter vencido a primeira competição com prêmios, um evento que aconteceu em 1866 na cidade norueguesa de Høydalsmo. As primeiras competições, entretanto, ocorreram alguns anos antes, também na Noruega.
A primeira grande competição de salto de esqui ocorreu em 1875 na colina de Husebybakken. Com a piora das condições climáticas e a falta de estrutura para acomodar o público crescente, o evento foi transferido em 1892 para a colina de Holmenkollbakken e tornou-se um dos principais campeonatos do mundo, sendo realizado até hoje.
No final do século XIX, Sondie Nordheim e o também esquiador Karl Hovelsen emigraram para os Estados Unidos e começaram a desenvolver o esqui no país. Ao mesmo tempo, começavam a ser fundados os primeiros clubes de esqui da Alemanha. Em 1924 o salto fez parte do programa da primeira edição dos Jogos Olímpicos de Inverno, em Chamonix, França, e seria disputado em todas as edições seguintes.
Em 1935 foi fundada em Planica, Eslovênia, a primeira pista de ski flying (voo de esqui), como são chamadas as pistas que permitem voos muito longos. Nesta pista foram realizados o primeiro salto com mais de cem metros de distância (pelo austríaco Josef Bradl em 1936) e o primeiro com mais de duzentos metros de distância (pelo finlandês Toni Nieminen em 1994).
O primeiro Campeonato Mundial de Esqui Nórdico a realizar provas em duas pistas, normal e longa, foi o de 1962, em Zakopane, Polônia. Na temporada 1990/91 as competições foram divididas em qualificatória e final, o que permitiu o aumento no número de participantes nos eventos.

## Regras

### Pista

Modelo de uma pista de salto de esqui. A-B = área de saída; t = zona de decolagem; HS = comprimento total da colina; P-L = área de pouso; K = K-point.

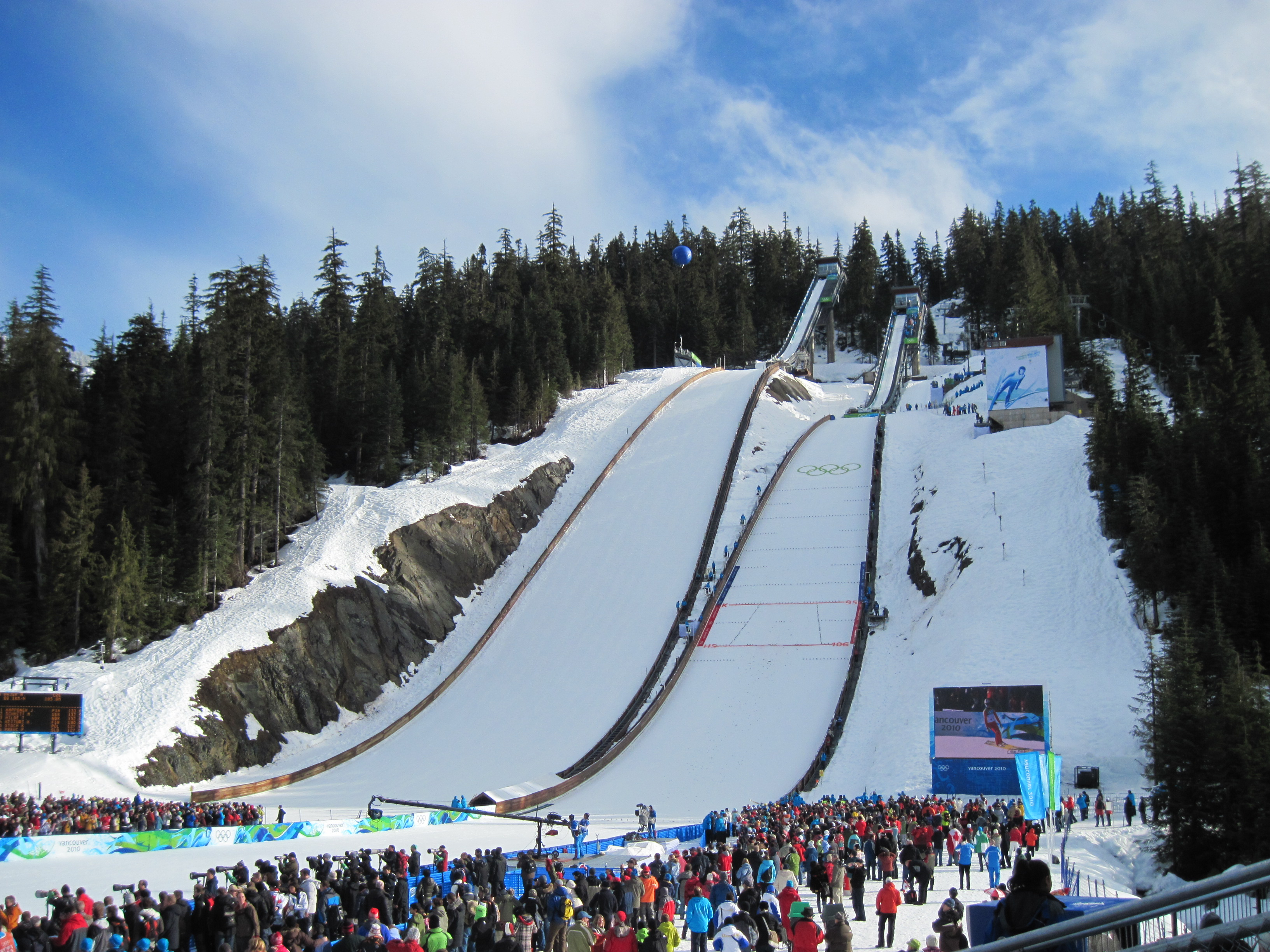
Pistas do Parque Olímpico de Whistler, que recebeu o salto de esqui nos Jogos Olímpicos de Inverno de 2010.

As pistas são compostas pela rampa (construída) e pela colina (construída ou natural) e são classificadas de acordo com a distância que os esquiadores percorrem no ar, entre a saída da rampa e o pouso. Cada pista possui um K-point, espécie de "alvo" que os saltadores devem alcançar e que é um pouco mais curto que o fim da colina. As medidas de cada classe de pista são as seguintes:
| Tipo de pista | Comprimento  | K-point      |
| ------------- | ------------ | ------------ |
| Pista curta   | até 49m      | até 44m      |
| Pista média   | 50m a 84m    | 45m a 74m    |
| Pista normal  | 85m a 109m   | 75m a 99m    |
| Pista longa   | mais de 110m | mais de 100m |
| Voo de esqui  | mais de 185m | mais de 170m |

A estrutura da pista é composta por um plano inclinado que compreende os possíveis pontos de onde os saltadores largarão (a escolha do local exato da largada é feita pelos árbitros antes do início da competição), uma curva cuja angulação diminui à medida que o ponto final se aproxima e a zona de decolagem, outro plano inclinado. A colina tem início logo abaixo da zona de decolagem e se estende até a área de pouso, na qual está localizado o K-point.
A área de saída deve ter os locais de largada separados por uma distância de 40 cm e ser projetada de modo a propiciar a máxima velocidade possível na decolagem. A área de pouso deve ser coberta apenas por neve, não pode ter nenhum obstáculo e as laterais devem ser protegidas por guard rails. Os locais de competição ainda devem ter uma torre na qual os cinco juízes se posicionam em cabines individuais para avaliar os saltos sem a interferência dos outros juízes, e uma plataforma para os treinadores.

### Arbitragem
A coordenação das competições de salto de esqui é feita pelo Comitê de Competição, composto pelo Chefe de Competição (que gerencia o evento), pelo Secretário (responsável por entregar aos árbitros a documentação do evento, como listas de partida e de resultados, e por acatar os protestos dos competidores), pelo Chefe de Pista (que prepara a pista por sobre a qual os esquiadores saltam), pelo Medidor Oficial (responsável por posicionar os marcadores de distância na pista e medir seu comprimento total), pelo Chefe de Cálculos (que contabiliza a pontuação de cada salto), pelo Chefe de Segurança (que controla a entrada e saída de pessoas da área de competição), pelo Chefe de Instalações Técnicas (responsável pelo funcionamento de equipamentos de medição eletrônica de distância, de resfriamento da pista, de comunicação etc.), pelo Chefe de Equipamentos (que distribui os equipamentos para os demais membros do comitê) e pelo Chefe de Primeiros Socorros (que coordena o atendimento e o resgate de qualquer pessoa que precise, inclusive os espectadores).

### Competição

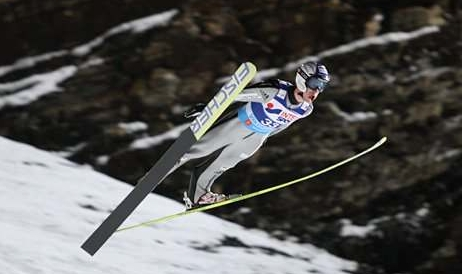
Fase de voo.

Durante a descida, o saltador não pode utilizar bastões ou qualquer tipo de assistência, inclusive externa (como um empurrão na largada). O salto só é autorizado quando toda a área de competição (pista, colina e área de pouso) estiverem livres. Um semáforo (de duas ou três fases) e um relógio próximos à barra de largada indicam a atitude a ser tomada pelo saltador. Os eventos mais importantes, como Jogos Olímpicos de Inverno e Campeonatos Mundiais, possuem semáforos de três fases. Neles, o sinal vermelho é acompanhado por um relógio em contagem regressiva, durante o qual o atleta deverá ficar na lateral da pista. Na fase amarela, o cronômetro segue em contagem progressiva e o atleta terá de 10 a 45 segundos (tempo a ser decidido pelos árbitros) para se posicionar na barra. A fase verde dura dez segundos e o saltador deverá obrigatoriamente sair da barra de largada dentro desse tempo.
Cada salto é pontuado de acordo com a distância percorrida e o estilo executado. Na avaliação do estilo, os juízes devem levar em conta todos os movimentos do saltador, desde a decolagem até o pouso, considerando os aspectos de precisão, perfeição, estabilidade e impressão geral. São avaliados a utilização da eficiência aerodinâmica do corpo e do esqui, a postura de braços, pernas e esqui durante o voo, a sucessão de movimentos durante o pouso e a posição durante a desaceleração. Cada nota pode chegar a no máximo vinte pontos.

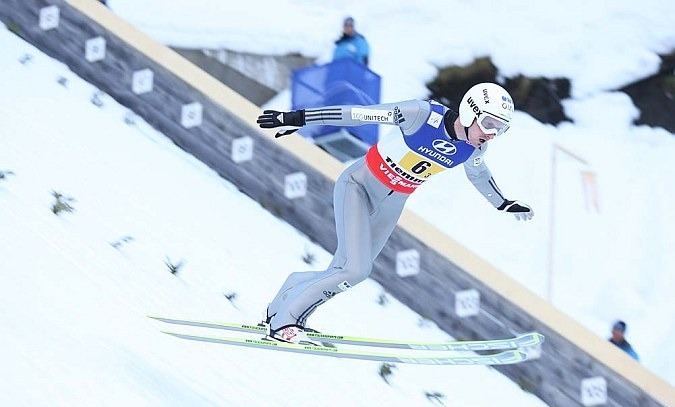
Preparação para o pouso na posição Telemark.

As três fases do salto (voo, aterrissagem e desaceleração) são avaliadas da seguinte forma: na fase de voo, os saltadores devem fazer um movimento agressivo de decolagem, assumir a posição ideal de voo de forma rápida e suave e iniciar a preparação para a aterrissagem no momento adequado. A dedução máxima de pontos para esta parte é de cinco. Na aterrissagem, o saltador deve verticalizar o corpo, posicionar os braços para frente ou para cima, deixar os esquis paralelos, posicionar uma perna à frente da outra e dobrar os joelhos, de modo a conseguir um pouso suave e equilibrado. A perna de trás deve estar ainda mais flexionada que a da frente (esta posição é chamada de Telemark, e o saltador que não a executar pode perder dois pontos). Um máximo de cinco pontos pode ser deduzido nesta parte. Na desaceleração, o saltador deve manter a posição Telemark por dez a quinze metros e em seguida retornar à postura vertical, de forma suave e relaxada e com os esquis paralelos. A dedução máxima para esta parte (equivalente a uma queda) é de sete pontos.

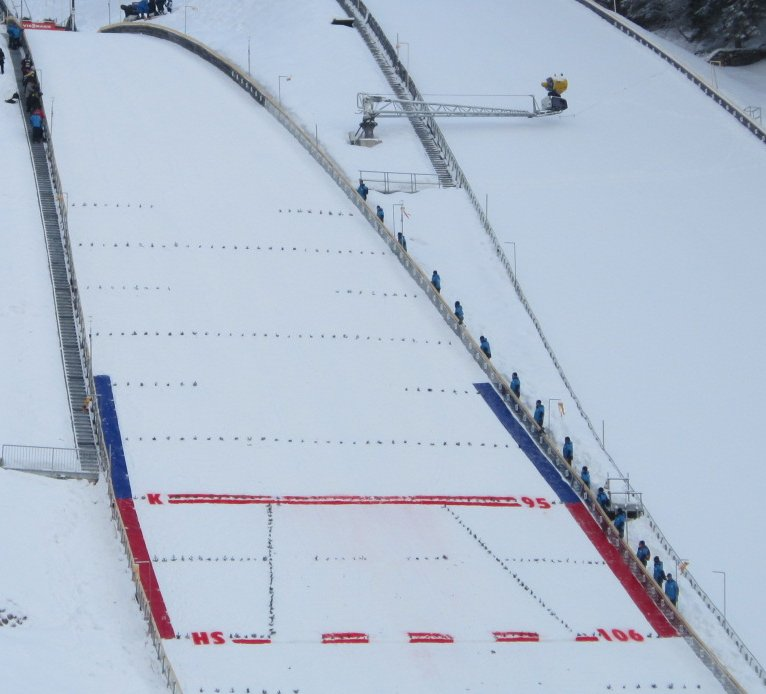
Pista de Predazzo, Itália, em que é possível perceber a área de pouso, o K-point e a linha que demarca o fim da pista.

Cada um dos cinco jurados dá sua nota, sendo desconsideradas a maior e a menor e somadas as três restantes, gerando a nota final de estilo.
A distância do salto é calculada a partir do ponto final da decolagem até o ponto em que o primeiro pé do saltador toca o solo. Se o atleta cair no pouso, o ponto considerado é aquele em que qualquer parte de seu corpo toca o chão. Ao longo da pista devem estar posicionados fiscais responsáveis por indicar a distância do salto. Aquele em cujo campo visual ocorrer o pouso deverá marcar a distância com uma precisão de meio metro, posicionando sua mão próximo à marcação na lateral da pista que indique a distância. Meios metros são sinalizados com um braço levantado. Equipamentos eletrônicos para medição da distância são permitidos, mas a presença dos fiscais é sempre obrigatória.
A pontuação da distância é atribuída em relação ao K-point. Saltadores que atingem exatamente essa marca recebem 60 pontos. Para cada metro a mais ou a menos, é somada ou subtraída, respectivamente, uma quantidade de pontos determinada previamente e que varia de acordo com a posição do K-point. Por exemplo, em pistas com K-point de 80m a 99m, cada metro equivale a dois pontos, ou seja, um esquiador que saltar 103m em uma pista com K-point de 90m recebe 86 pontos (103 - 90 = 13 x 2,0 = 26 + 60 = 86). Na mesma pista, um esquiador que saltar 85,5m recebe 51 pontos (85,5 - 90 = - 4,5 x 2,0 = - 9 + 60 = 51).
A pontuação final do salto é a soma das pontuações do estilo e da distância. Se essa soma resultar em um número negativo (um salto extremamente curto, por exemplo), será atribuída a pontuação zero ao saltador. Se dois ou mais atletas terminarem a competição com a mesma pontuação, um empate é declarado e os atletas são classificados na mesma posição.

## Técnica

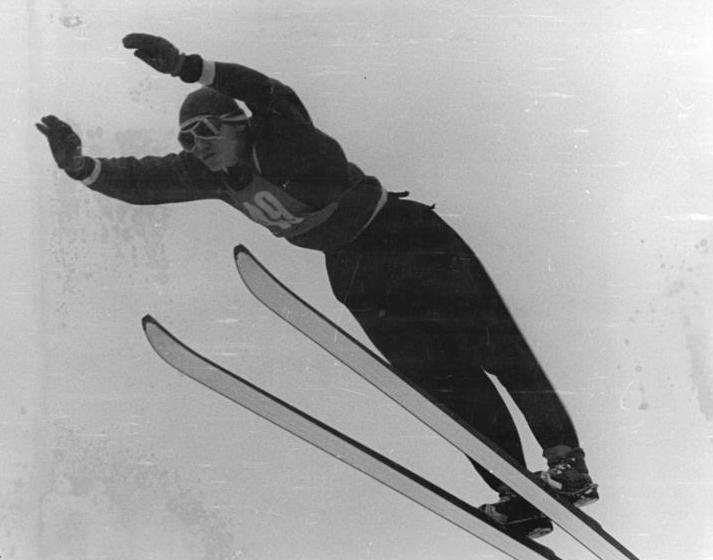
Técnica Kongsberger, a primeira largamente utilizada.

Até a década de 1920 o salto de esqui não tinha um estilo determinado. Os primeiros saltadores a desenvolverem uma técnica para melhorar os saltos foram Jacob Tullin Thams e Sigmund Ruud. A técnica Kongsberger, que recebeu esse nome por ter sido criada na cidade norueguesa de Kongsberg, consistia em curvar a parte superior do tronco até a altura do quadril e manter os braços estendidos e os esquis paralelos. A distância média dos saltos feitos nessa posição subiu de 45m para mais de 100m.
Na década de 1950 o suíço Andreas Daescher e o alemão Erich Windisch modificaram a técnica Kongsberger e posicionaram os braços para trás, acompanhando a extensão do tronco. Batizada com os sobrenomes dos dois atletas, a técnica serviu de modelo para o esporte até a década de 1970, quando o alemão Jochen Danneberg introduziu uma nova forma de descer a pista até a decolagem. No lugar de manter os braços estendidos à frente do corpo, Danneberg posicionou os braços para trás, e com isso aumentou sua eficiência aerodinâmica.

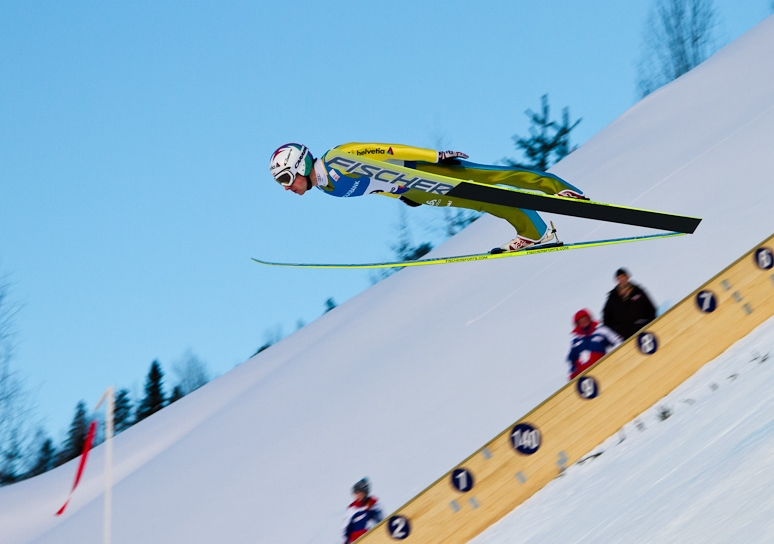
Simon Ammann executando um salto no Estilo V.

A última grande revolução no salto de esqui foi feita pelo sueco Jan Boklov, que criou em 1985 o Estilo V, no qual os esquis, durante o voo, não ficavam paralelos, e sim formando um ângulo, como na letra V. A técnica surgiu por acidente, quando Boklov errou a decolagem e, mesmo assim, fez o melhor salto de sua vida. Repetiu o "erro" e o bom resultado também se repetiu. O sueco, então, aprimorou a nova técnica até vencer a Copa do Mundo de 1989. Inicialmente ridicularizado, o Estilo V mostrou-se mais efetivo, aumentando a distância média dos saltos em cerca de 10%. Mesmo assim, saltadores mais experientes relutavam em aplicá-la, o que abriu espaço nas competições para jovens arrojados. Um deles, Toni Nieminen, conquistou aos 16 anos de idade o ouro na pista longa individual e por equipes e o bronze na pista normal dos Jogos Olímpicos de Inverno de 1992, quando a técnica ainda começava a se popularizar e seu domínio representava uma enorme vantagem (de fato, todos os medalhistas da edição usaram o Estilo V). Mesmo punida pelos juízes nos primeiros anos de uso, a distância maior compensava a perda de pontos e a técnica passou a ser a mais utilizada, sendo assim até os dias atuais.
O aumento da importância da aerodinâmica no desempenho do atleta fez com que muitos saltadores forçassem a perda de peso corporal para aumentar a distância de seus saltos. Alguns chegaram a desenvolver casos de anorexia e bulimia. Para coibir isso, a Federação Internacional estabeleceu em 2004 uma relação entre peso e altura do atleta e tamanho dos esquis, de modo a compensar o ganho de aerodinâmica causado por um fator com a perda provocada pelo outro.

## Equipamento

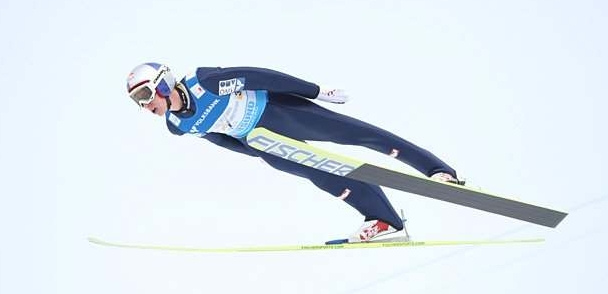
Gregor Schlierenzauer executando um salto. Na foto pode-se observar todos os equipamentos utilizados pelos saltadores.

Os esquis utilizados no salto são produzidos especialmente para este esporte e não podem ultrapassar 145% da altura do atleta. Entretanto, o saltador deve ter um índice de massa corporal mínimo de 21 para utilizar esquis com comprimento máximo, uma medida para compensar ganhos de eficiência aerodinâmica conseguidos por atletas muito magros. A largura do esqui varia entre 9,5 e 10,5 centímetros, e o peso do esqui em quilogramas deve ter valor igual ao comprimento em metros.
As botas são fabricadas em material flexível, que permite ao saltador inclinar-se para a frente durante o salto. A fixação das botas nos esquis devem ser paralelas e posicionadas de modo que no máximo 57% do comprimento do esqui fique à frente dos pés. Na região do calcanhar há uma corda que mantém a bota presa ao esqui ao mesmo tempo em que permite o movimento daquela parte do pé.
Embora algumas modalidades de esqui permitam o uso de mais de um material na composição do traje (um tecido mais reforçado em determinadas partes da roupa, por exemplo), no salto de esqui o traje deve ser produzido inteiramente com o mesmo material, geralmente microfibra, que deve ser elástico e aerodinâmico, permitindo a passagem do ar mas também permitindo que o saltador caminhe normalmente, não podendo ser muito apertado. Os saltadores também utilizam capacetes, óculos de proteção e luvas. Já o uso de bastões é proibido.

## Participação feminina

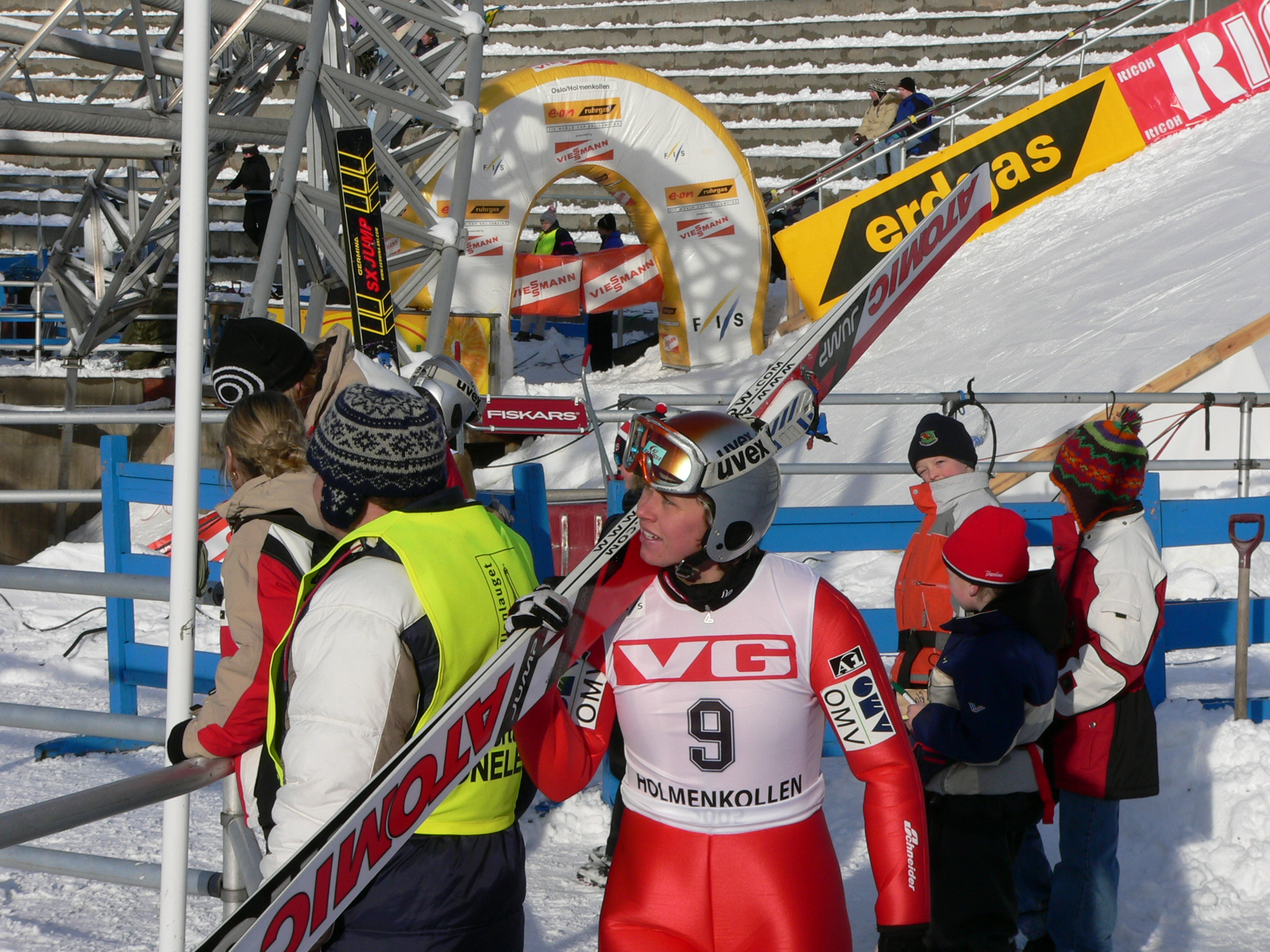
Eva Ganster, primeira saltadora de esqui a entrar para o Livro dos Recordes (foto de 2005).

O salto de esqui foi durante muito tempo uma atividade majoritariamente masculina, com poucas mulheres se destacando e nenhuma competição feminina realizada até o final do século XX. A primeira mulher a se destacar na modalidade foi a duquesa condessa Paula Lambert, que estabeleceu em 1911 um recorde pessoal de 22 metros. Essa marca, também um recorde mundial, foi superada em 1926 pela norueguesa Olga Balsted-Eggen, que saltou 26m. Sua compatriota Johanna Kolstad assumiu o posto de recordista mundial no ano seguinte e estabeleceu diversas marcas até alcançar 71,5m em 1937.
Durante várias décadas nenhuma mulher se destacou, até que em 1976 Anita Wold começou a participar do Torneio Quatro Pistas e estabeleceu o recorde feminino em Sapporo, com 97,5m. A primeira mulher a superar os cem metros foi a finlandesa Tiina Lehtola, que alcançou 110m em 1981.
No início da década de 1990 algumas mulheres começaram a ser incluídas no ranking da Federação Internacional de Esqui, mas a falta de saltadoras ainda era um entrave para a realização de competições femininas. A alemã Eva Ganster foi a primeira mulher a saltar em pistas de voo de esqui e entrou para o Livro dos Recordes em 1997 após alcançar 167m na pista de Kulm, na Áustria. Na mesma pista, a austríaca Daniela Iraschko estabeleceu um novo recorde em 2003 ao saltar 200m, a maior distância saltada por uma mulher até hoje.

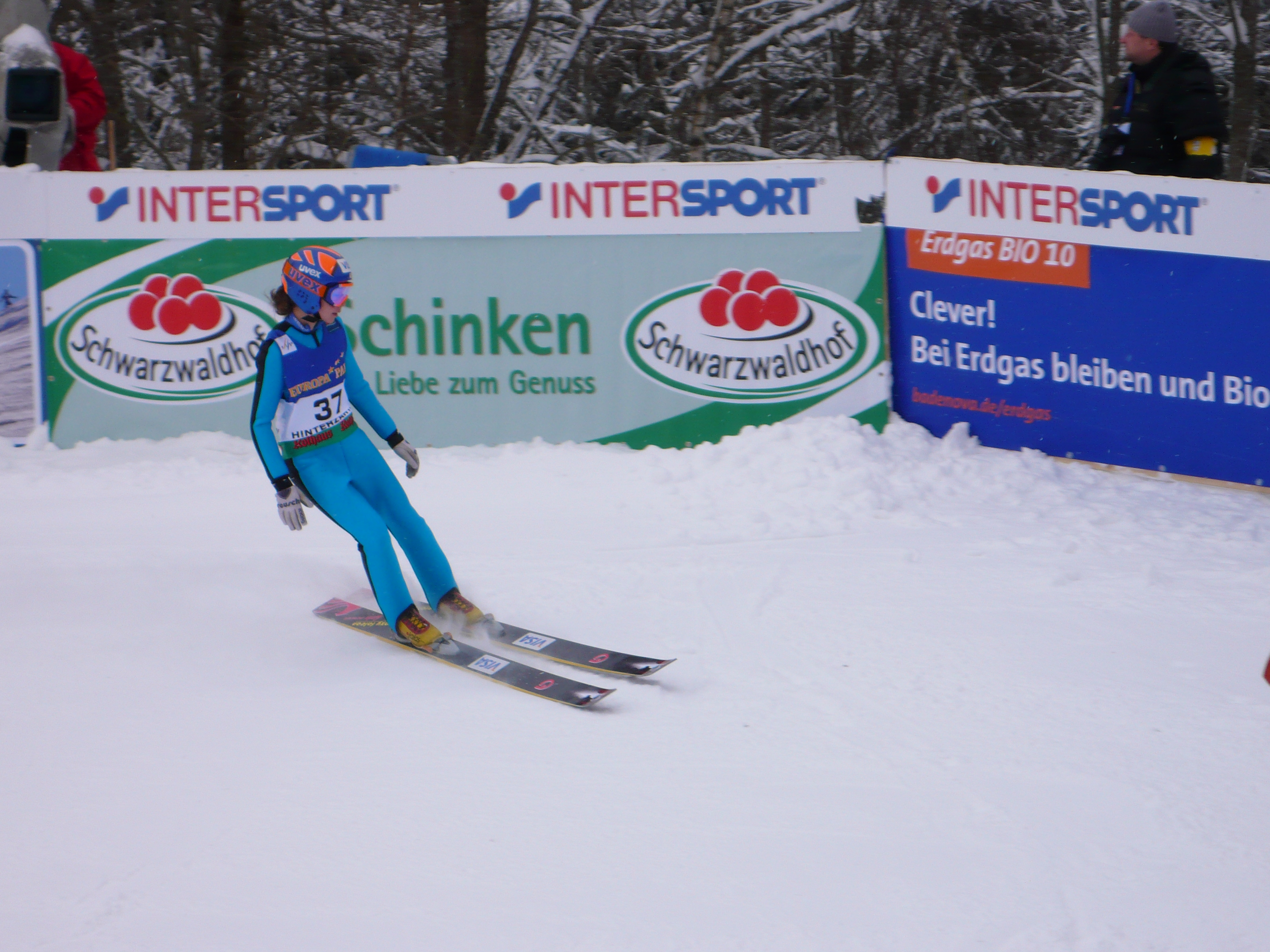
Sarah Hendrickson, primeira campeã da Copa do Mundo feminina (foto de 2010).

A primeira competição feminina reconhecida pela Federação Internacional ocorreu em 1998 durante o Campeonato Mundial Júnior de St. Moritz, na Suíça. Outros eventos foram realizados e a partir de 2004 as mulheres passaram a disputar a Copa Continental, realizada em várias etapas em países europeus. O salto de esqui feminino foi adicionado ao programa da Universíada de Inverno de 2005 em Innsbruck, Áustria, e passou a fazer parte do Campeonato Mundial de Esqui Nórdico em 2009, na edição de Liberec, República Checa. Em 2007, uma versão feminina do Torneio Quatro Pistas foi realizada durante o verão, e em 2011 foi criada a Copa do Mundo feminina, com periodicidade anual e várias etapas disputadas, tendo como primeira campeã a estadunidense Sarah Hendrickson. Para integrar cada vez mais as mulheres ao universo do salto de esqui, uma competição mista foi introduzida ao programa do Grand Prix de Verão em 2012.
Houve uma tentativa de incluir a competição feminina de salto de esqui no programa dos Jogos Olímpicos de Inverno de 2010 em Vancouver, Canadá, mas o pedido foi rejeitado pelo Comitê Olímpico Internacional pela alegada falta de competidoras de alto nível. Nem mesmo uma disputa judicial travada na Suprema Corte do Canadá, em que a equipe feminina dos Estados Unidos acusava o COI de violar a Carta Canadense dos Direitos e das Liberdades ao negar às mulheres o direito de participar da competição, fez o Comitê mudar de ideia. O evento só foi adicionado ao programa olímpico em 2011, sendo disputado pela primeira vez na edição de 2014, em Sochi, Rússia.

## Principais competições

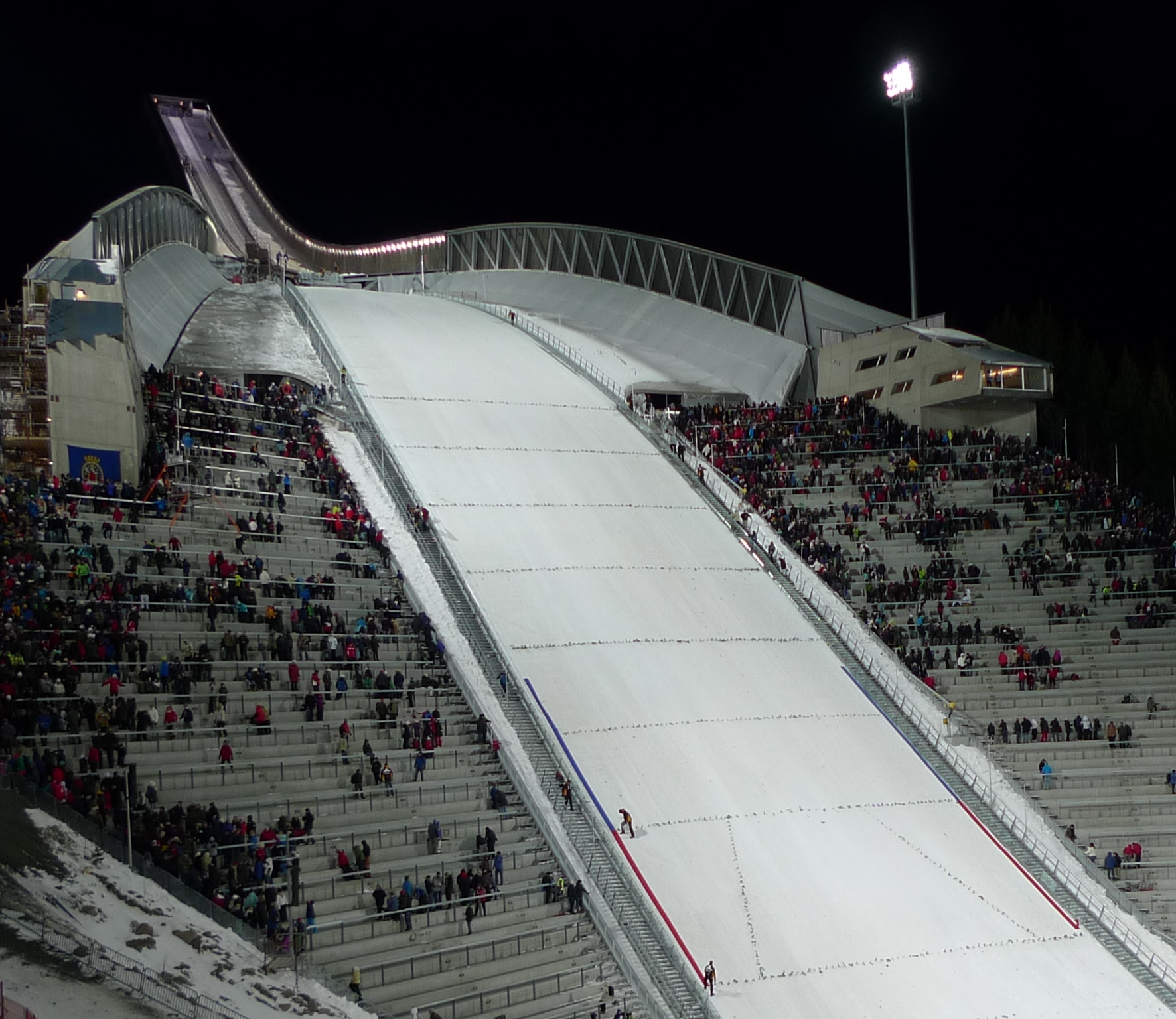
Nova pista de Holmenkollen, construída para o Campeonato Mundial de 2011.

- Jogos Olímpicos de Inverno: presente desde a primeira edição, o salto de esqui foi disputado em apenas uma pista até Innsbruck 1964, edição na qual a pista longa foi adicionada ao programa. Nas primeiras edições o tamanho da pista não era padronizado, tendo variado de 61m (em 1932) a 80m (em 1936 e 1960). Em 1964, com a inclusão da pista longa, os tamanhos foram definidos em 70m e 90m, mudando algumas vezes ao longo do tempo até as medidas atuais de 95m e 125m, acompanhando a evolução do esporte. A prova por equipes é disputada na pista longa e foi incluída em 1988. A prova feminina, por sua vez, acontecerá pela primeira vez em 2014, na pista normal. A competição é dominada por países nórdicos, como Noruega e Finlândia, e alpinos, como a Áustria. Estes três países conquistaram 74 das 123 medalhas olímpicas disputadas entre 1924 e 2010.[18][19][20]
- Campeonato Mundial: começou a ser disputado em 1925, e consiste em eventos de salto de esqui, esqui cross-country e combinado nórdico. A partir de 1982 passou a contar com provas por equipes e em 2009 estreou a competição feminina. A edição de 2013, em Val di Fiemme, Itália, incluiu um evento de equipes mistas.[21][22]
- Copa do Mundo: realizada desde a temporada 1979-80, acontece anualmente, em várias etapas. Disputada majoritariamente em países europeus, já teve eventos no Canadá, nos Estados Unidos e no Japão, sendo que atualmente apenas o país asiático recebe etapas. Na temporada 2011-12 começou a ser disputada a versão feminina da Copa, com algumas etapas exclusivamente femininas e outras com disputas dos dois gêneros.[23][24][25]

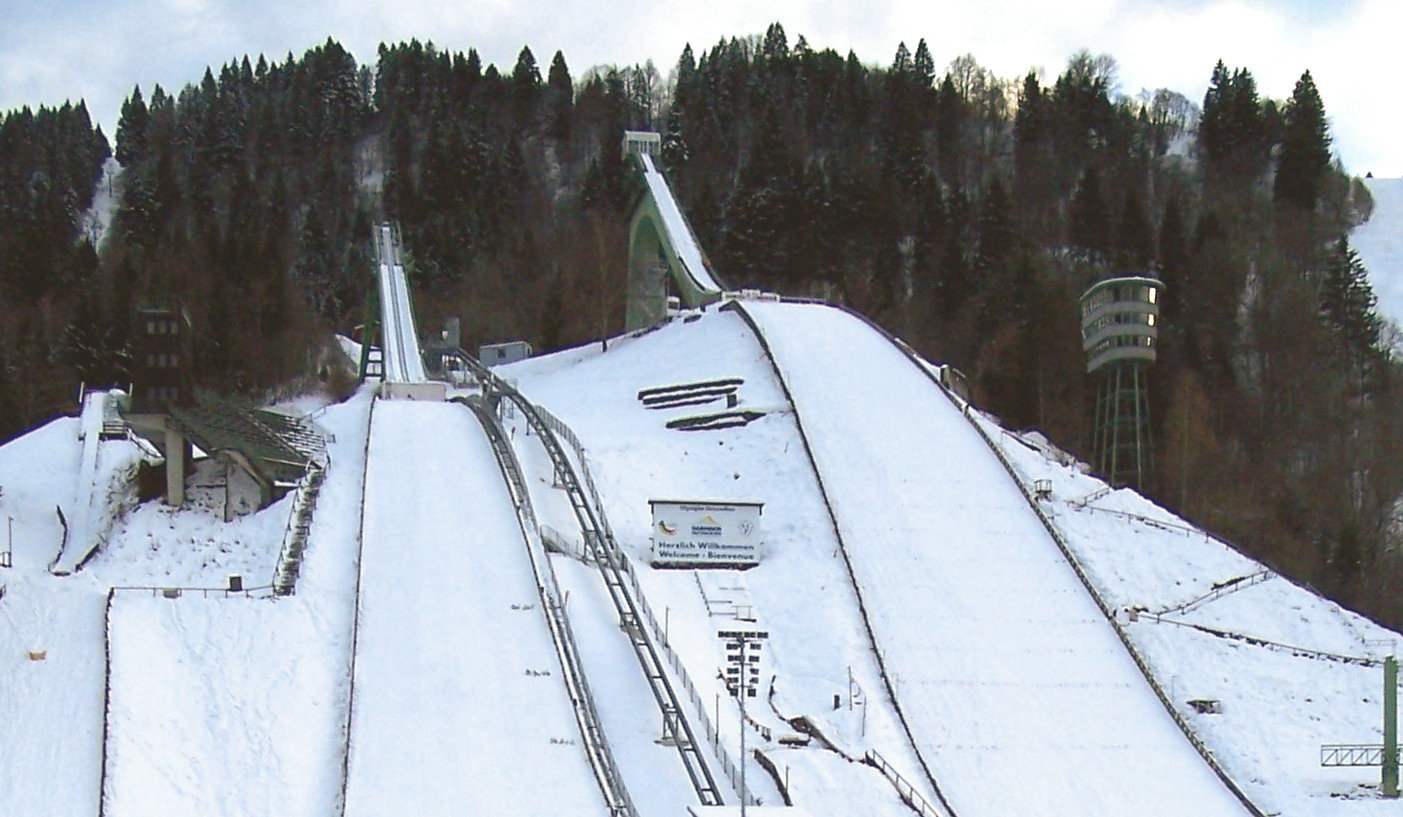
Pistas de Garmisch-Partenkirchen, onde ocorre uma das etapas do Torneio Quatro Pistas.

- Torneio Quatro Pistas: começou a ser disputado no réveillon de 1953 na pista de Garmisch-Partenkirchen, Alemanha, e também tem etapas em Oberstdorf, no mesmo país, e em Innsbruck e Bischofshofen (ambas na Áustria). Rapidamente tornou-se um evento de grande popularidade, atraindo até hoje um grande número de espectadores e de renomados saltadores. O alemão Sven Hannawald juntamente com o polaco Kamil Stoch e o japonês Ryoyu Kobayashi venceram as quatro provas do evento.[26]
- Holmenkollen Ski Festival: competição de salto de esqui mais tradicional do mundo, acontece desde 1892 na Noruega. Nos últimos anos tem sido parte da Copa do Mundo, mas já recebeu o Campeonato Mundial quatro vezes (a última em 2011) e os Jogos Olímpicos em 1952. Localizada dentro de um complexo de esportes de inverno, a pista, que já foi reconstruída e modernizada dezoito vezes, também sedia competições de combinado nórdico.[27][28][29]
- Campeonato Mundial de Voo de Esqui: realizado a cada dois anos em pistas com K-point superior a 170 metros. A primeira edição aconteceu em 1972 na pista de Planica, Eslovênia, a primeira pista de voo de esqui do mundo. Entre 1973 e 1985 aconteceu nos anos ímpares, passando a ser disputada nos anos pares em 1986.[30]
- Grand Prix de Verão: começou a ser disputado em 1994 e acontece em pistas de plástico com colinas cobertas por grama. É realizado em várias etapas, normalmente entre os meses de julho e setembro.[31]

## Recordes

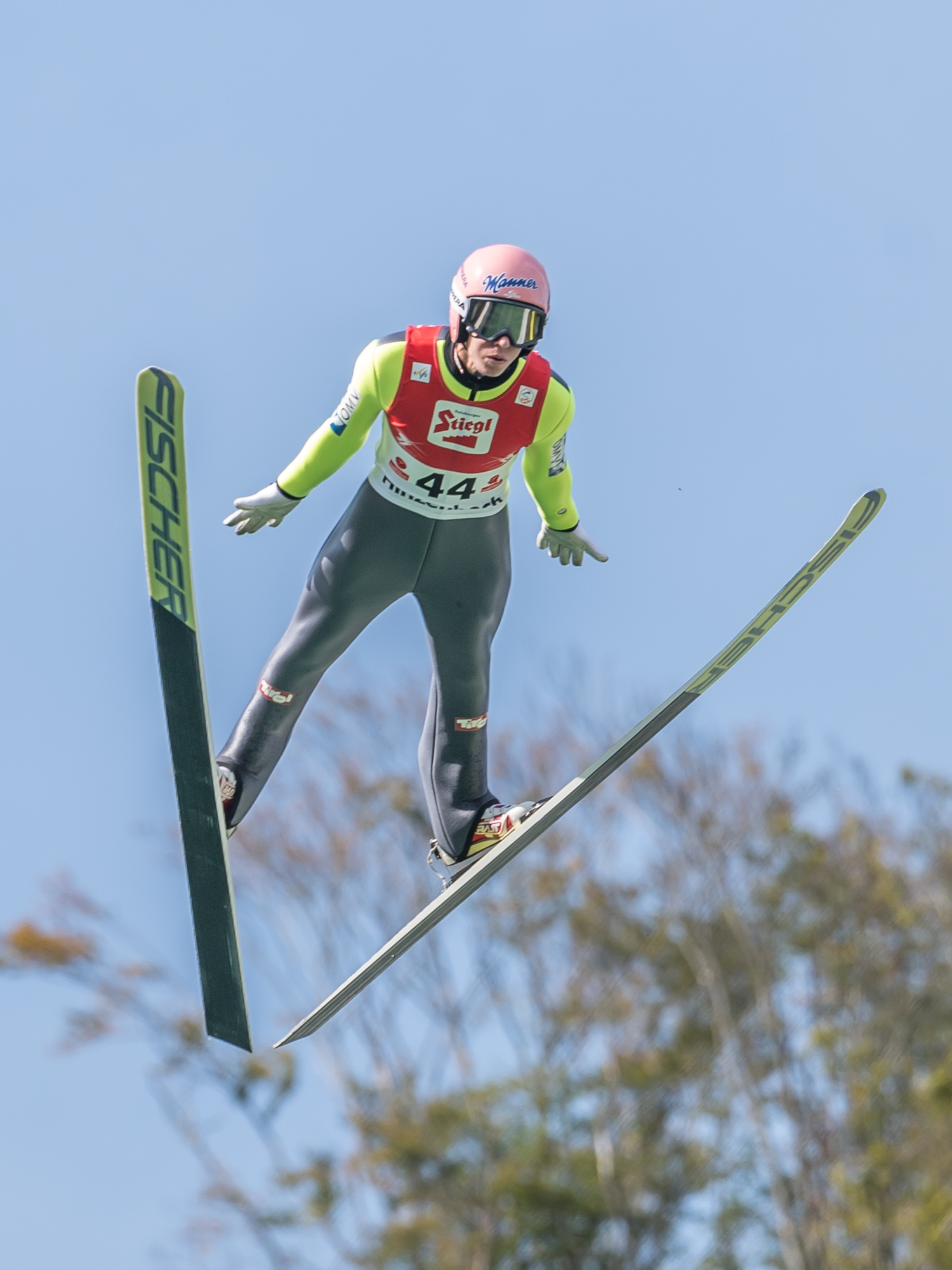
Stefan Kraft, dono do salto mais longo da história.

Desde o salto de Ole Rye em 1808, já foram registrados noventa e sete recordes mundiais no salto de esqui. O primeiro não-norueguês a quebrar o recorde foi o estadunidense Henry Hall, que saltou 61,9m em 1917. Após a criação das pistas de voo de esqui, em 1934, todos os saltos recordistas foram executados em pistas deste tipo. Apesar de a maioria dos recordes desde então ter sido estabelecida na pista de Planica, o salto mais longo da história foi registrado em Vikersund, Noruega, pelo austríaco Stefan Kraft, que saltou 253,5m em 2017.
Esquiadores de dezoito países já fizeram saltos de mais de duzentos metros de distância. Os únicos países do hemisfério sul a terem recordes nacionais registrados são Austrália (53m), que já teve pistas construídas na década de 1950, e Uganda (50m), graças a Dunstan Odeke, que começou a praticar o esporte na Noruega, país em que cursou faculdade na década de 1990.

## Pistas pelo mundo

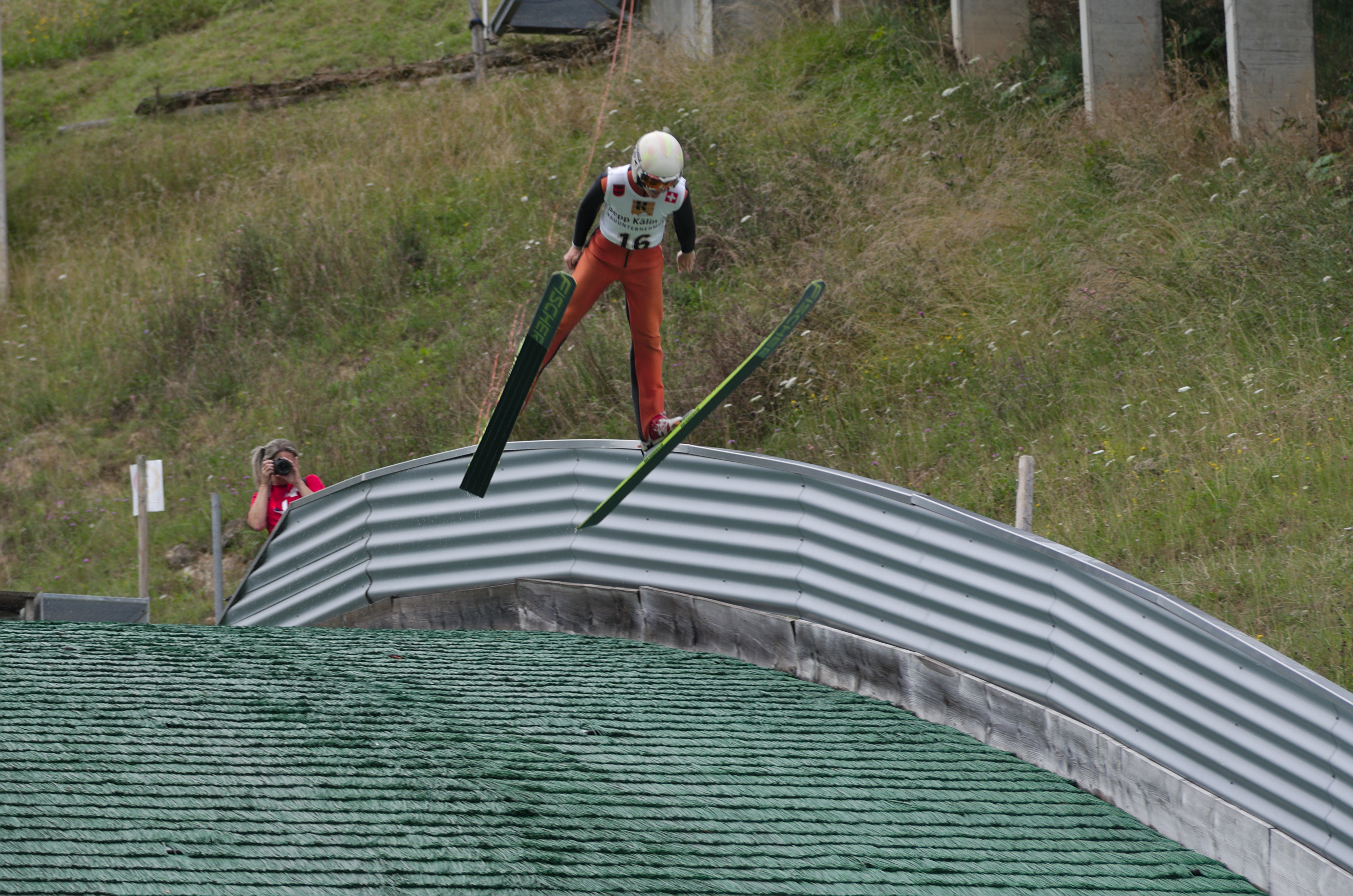
Grand Prix de Salto de Esqui, disputado no verão em pistas cobertas com grama artificial.

Existem atualmente 115 pistas homologadas pela Federação Internacional de Esqui, sendo cinco de voo de esqui. A maioria está localizada na Europa e todas estão em cidades do hemisfério norte. A mais setentrional é a de Vadsø, na Noruega, localizada a 70ºN. O país com mais pistas homologadas é a Alemanha, com vinte e seis.
No passado, foram construídas pistas em diversos países e territórios do hemisfério sul. A mais meridional delas foi a de Grytviken, na Geórgia do Sul. Austrália e Nova Zelândia também tiveram pistas construídas, mas todas estão atualmente fora de operação. O único registro de pista construída na África é o de Argel, capital da Argélia, quando ainda era colônia da França, em 1906. A pista, com K-point de 25m, foi destruída durante a Segunda Guerra Mundial. Já entre os países sul-americanos, a única pista construída é a de Bariloche, Argentina, em 1958. Esta pista também está atualmente fora de operação.

## Atletas notáveis

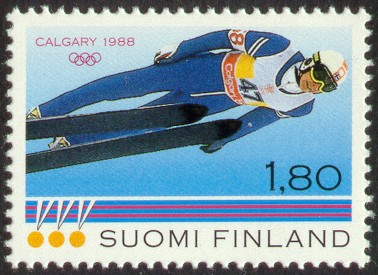
Selo lançado na Finlândia em 1988 para homenagear Matti Nykänen e suas conquistas nos Jogos Olímpicos de Calgary.

Até 1952, todos os campeões olímpicos de salto de esqui foram noruegueses. Um deles, Birger Ruud, conquistou dois ouros e uma prata entre 1932 e 1948. Como os eventos olímpicos naquela época também eram contabilizados como Campeonatos Mundiais, Rudd possui cinco títulos e dois vice-campeonatos mundiais, já que também foi campeão em 1931, 1935 e 1937 e vice em 1939.
O saltador com mais medalhas em Jogos Olímpicos de Inverno, entretanto, é o finlandês Matti Nykänen, que venceu a prova de pista longa nos Jogos de Sarajevo 1984 e os três eventos (pista normal, pista longa e equipes) em Calgary 1988, além de ficar com a prata na pista normal em 1984. Nykänen também tem uma medalha de ouro em Campeonatos Mundiais na pista longa, quatro na prova por equipes e cinco no Mundial de Voo de Esqui. O suíço Simon Ammann também possui quatro ouros olímpicos, tendo vencido as pistas normal e longa em Salt Lake City 2002 e Vancouver 2010.
Em Copas do Mundo, o saltador com mais pódios (até o início da temporada 2013-14) é o finlandês Janne Ahonen, com 108, seguido do polonês Adam Malysz, com 92, e do austríaco Gregor Schlierenzauer, com 81. Schlierenzauer, entretanto, é o saltador com mais títulos em etapas da Copa, com 50, seguido de Matti Nykänen, com 46.
Entre as mulheres, os principais nomes da atualidade são a estadunidense Sarah Hendrickson e a japonesa Sara Takanashi, ambas campeãs mundiais em 2013 (Hendrickson na pista normal e Takanashi na prova de equipes mistas).

## Acidentes
Apesar de não haver registros de mortes relacionadas diretamente ao salto de esqui, este esporte já provocou diversos acidentes ao longo dos anos, a maioria causada por erros no pouso. O iugoslavo Vinko Bogataj, entretanto, sofreu um raro acidente em 1970 na pista de Oberstdorf, Alemanha. Enquanto se preparava para sair da barra de largada, Bogataj se desequilibrou, caiu rolando pela pista e bateu a cabeça na área de decolagem. Outro acidente raro aconteceu em 2009, na pista de Val di Fiemme, com o norueguês ex-recordista mundial Bjørn Einar Romøren, cujo esqui direito se soltou logo após a decolagem, fazendo o saltador perder o equilíbrio e cair de uma altura de aproximadamente sete metros.
Em um dos acidentes mais graves dos últimos anos, ocorrido em janeiro de 2007 na pista de Zakopane, Polônia, o checo Jan Mazoch sofreu lesões cerebrais ao perder o equilíbrio durante um salto e cair de cabeça na colina, chegando a ser submetido a coma induzido por alguns dias. Mazoch voltou a competir apenas sete meses depois, mas não conseguiu bons resultados e encerrou a carreira ainda naquela temporada. Entre as mulheres, Sarah Hendrickson rompeu o ligamento cruzado do joelho direito após uma queda em uma competição no verão de 2013 em Oberstdorf.
Para prevenir lesões, não só no salto mas também nas outras modalidades de esqui, a Federação Internacional criou em 2006 o Injury Surveillance System (Sistema de Fiscalização de Lesões), um estudo composto por entrevistas com atletas e análises de competições para determinar as principais causas de lesões e os riscos de cada modalidade. O salto foi considerado a segunda modalidade mais segura (atrás apenas do cross-country). Entre as temporadas 2006-09, a lesão mais comum foi o rompimento do ligamento cruzado do joelho, respondendo por 43% dos casos no período. A maioria das lesões, 34%, não acarretou afastamentos. Por outro lado, 24% provocaram afastamentos superiores a vinte e oito dias.